# Ester Boserup
Ester Boserup, född Børgesen, född 18 maj 1910 i Köpenhamn, död 24 september 1999, var en dansk ekonom och författare som arbetade inom  FN och andra internationella organisationer.
I Indien arbetade hon bl.a. med ett projekt under ledning av Gunnar Myrdal.
Hennes mest kända verk är Jordbruksutveckling och befolkningstillväxt, där hon vänder på Thomas Robert Malthus resonemang. Människor i situationer av hotande livsmedelsbrist kommer att öka sina ansträngningar att skaffa mat. Det sker genom intensifiering av jordbruket, genom ett ökat markutnyttjande och genom nya tekniska lösningar. Förenklat kan hennes resonemang sägas vara att det är befolkningens storlek som avgör tillgången på mat.